# Jailton Nunes de Oliveira
Jailton Nunes de Oliveira (sinh ngày 30 tháng 1 năm 1974) là một cầu thủ bóng đá người Brasil.

## Sự nghiệp câu lạc bộ
Jailton Nunes de Oliveira đã từng chơi cho Bellmare Hiratsuka.

## Thống kê câu lạc bộ

### J.League
| Đội                | Năm       | J.League | J.League | J.League Cup | J.League Cup | Tổng cộng | Tổng cộng |
| Đội                | Năm       | Trận     | Bàn      | Trận         | Bàn          | Trận      | Bàn       |
| ------------------ | --------- | -------- | -------- | ------------ | ------------ | --------- | --------- |
| Bellmare Hiratsuka | 1999      | 6        | 0        | 0            | 0            | 6         | 0         |
| Tổng cộng          | Tổng cộng | 6        | 0        | 0            | 0            | 6         | 0         |